# Wagah
Wagah (Hindi : वाघा, ourdou : واەگه, Punjabi : ਵਾਘਾ) est l'unique poste-frontière terrestre entre l'Inde et le Pakistan (mise à part, entre 2006 et 2019, la liaison ferroviaire hebdomadaire du Thar Express entre Sind et Rajasthan). Il se situe à mi-chemin sur la route menant d'Amritsar (dans le Pendjab indien) à Lahore (capitale du Pendjab pakistanais), villes distantes d'environ 60 km l'une de l'autre.
Le village de Wagah, situé sur la ligne de démarcation mise en place par Cyril Radcliffe lors de la partition des Indes en 1947 et que l'on a aussi désignée sous le nom de Ligne Radcliffe, s'est retrouvé coupé en deux avec la partie orientale en Inde (aujourd'hui sous l'administration du village d'Attari) et occidentale au Pakistan.

## Cérémonie de fermeture de la frontière
Chaque soir, vers 18 h, une cérémonie, lors de la fermeture pour la nuit de la frontière, est organisée et met en présence les soldats des deux pays, devant une foule arrivée environ deux heures auparavant, toujours nombreuse et survoltée dans une ferveur patriotique par des sortes de « chauffeurs de salle ».
Les gardes-frontières, après avoir adopté diverses postures et attitudes de défiance les uns envers les autres (qui font néanmoins partie du cérémonial), mais traduisant cependant les relations souvent extrêmement tendues entre les deux pays, finissent par se rejoindre pour se serrer la main, avant que les deux portails matérialisant la frontière ne soient fermés. Ensuite chaque armée procède, de son côté, à la descente de son drapeau (dont l'un ne doit pas rester plus haut que l'autre) et au très méticuleux pliage de celui-ci.
Les anniversaires de l'indépendance du Pakistan le 14 août et de l'Inde le 15 août donnent lieu, chaque année, à des célébrations communes aux deux pays, avec une importante foule de spectateurs de chaque côté de la frontière (des gradins ayant même été construits à cet effet).

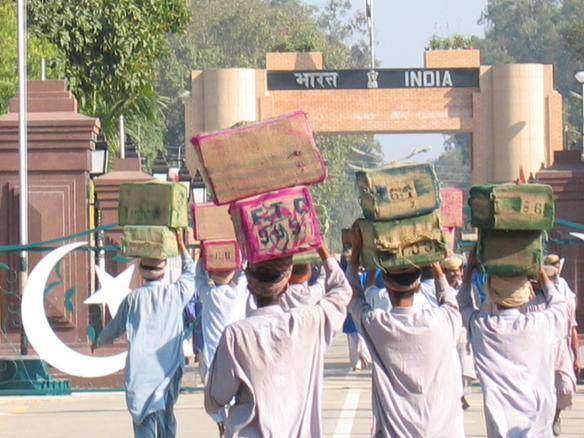
Des porteurs traversent la frontière en direction de l'Inde
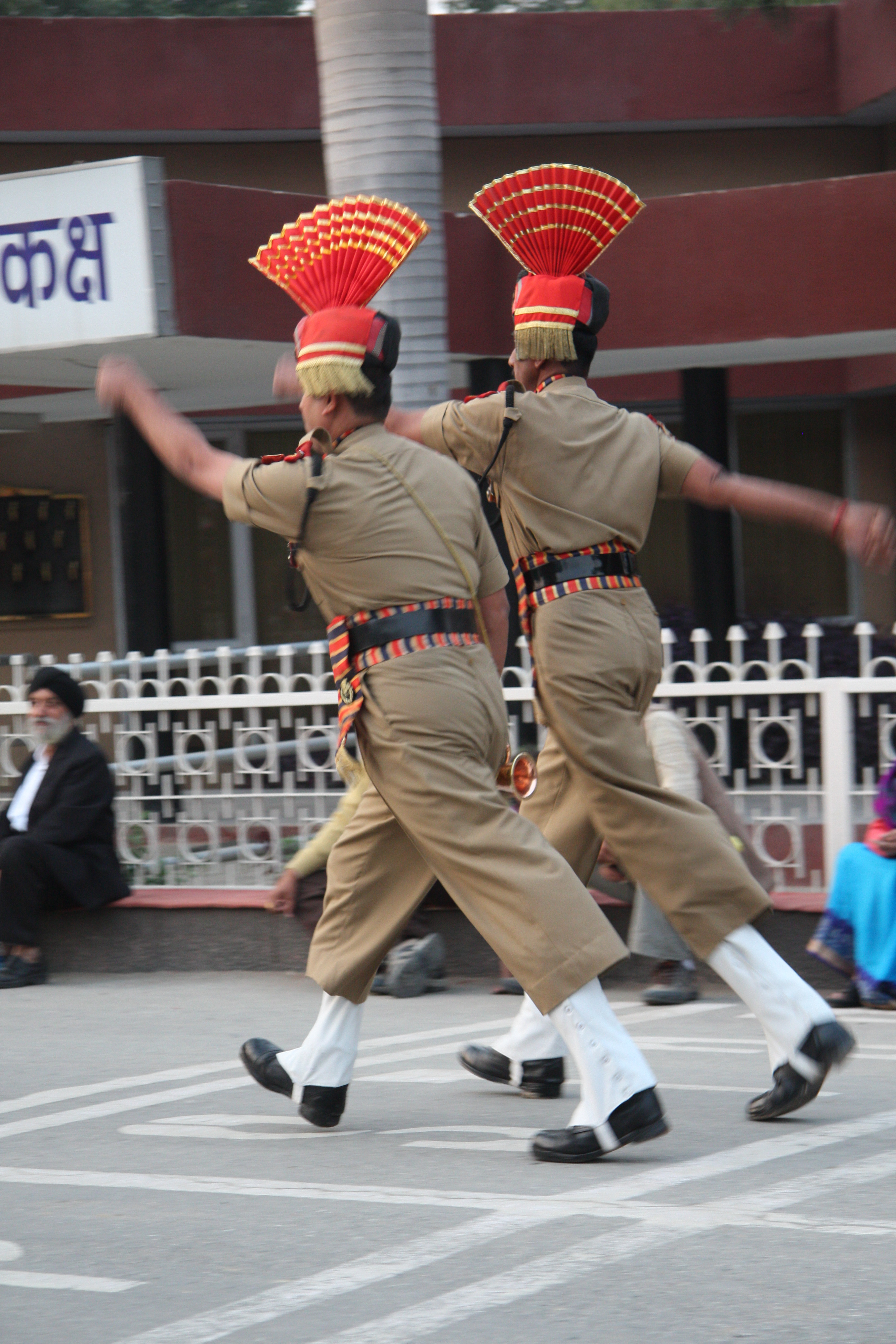
Deux soldats indiens
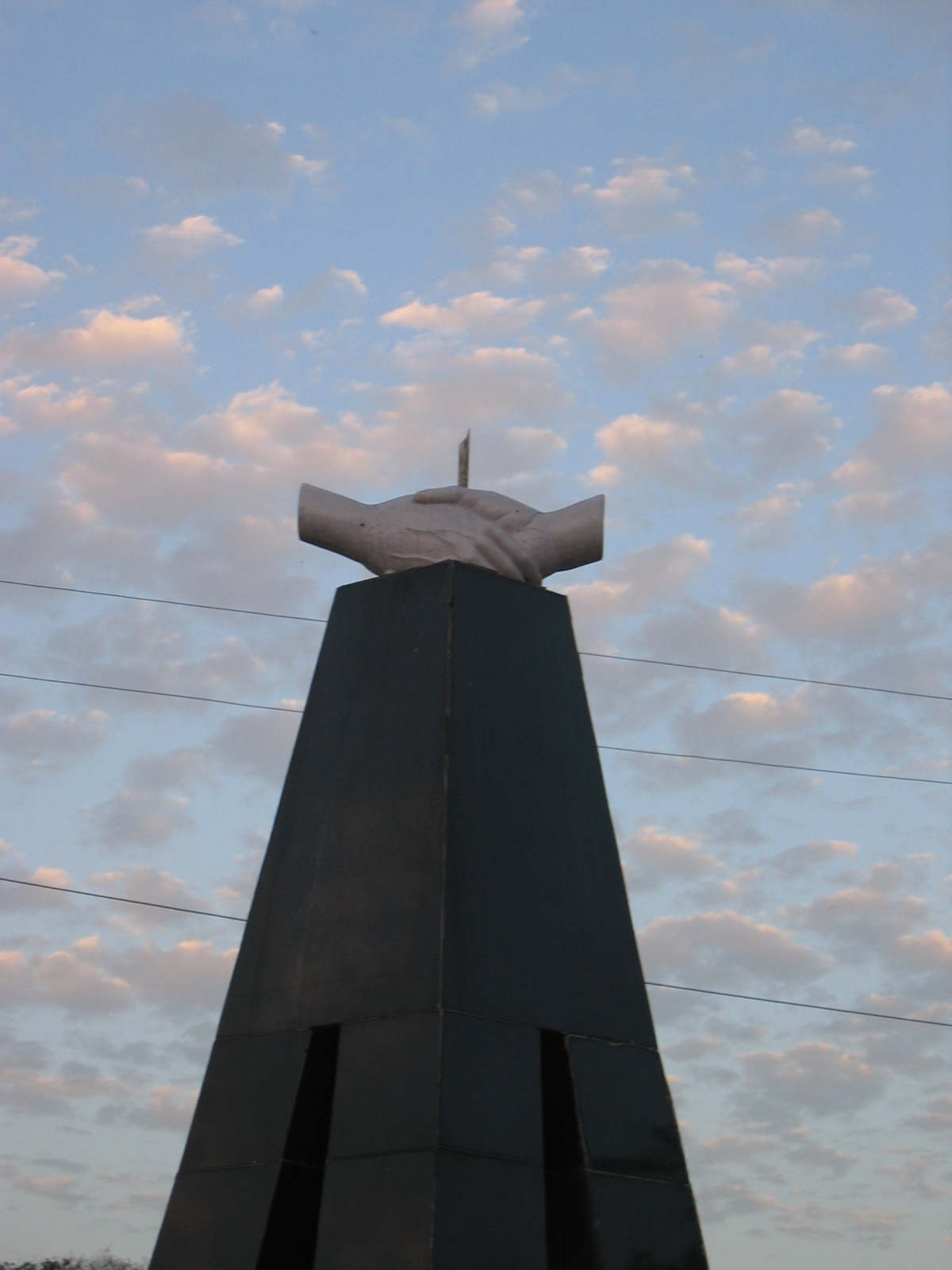
Symbole de l'unité indo-pakistanaise
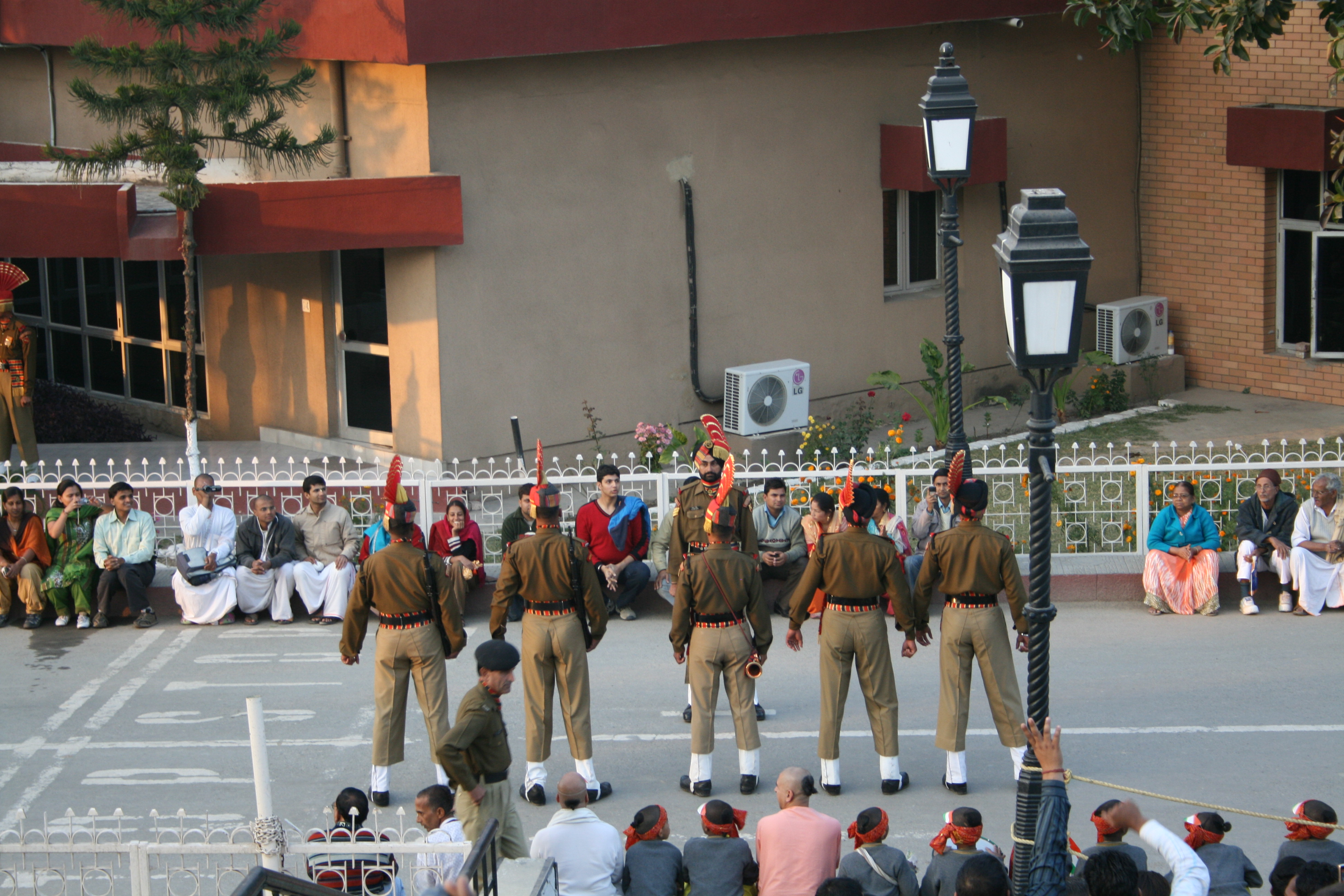
Soldats indiens
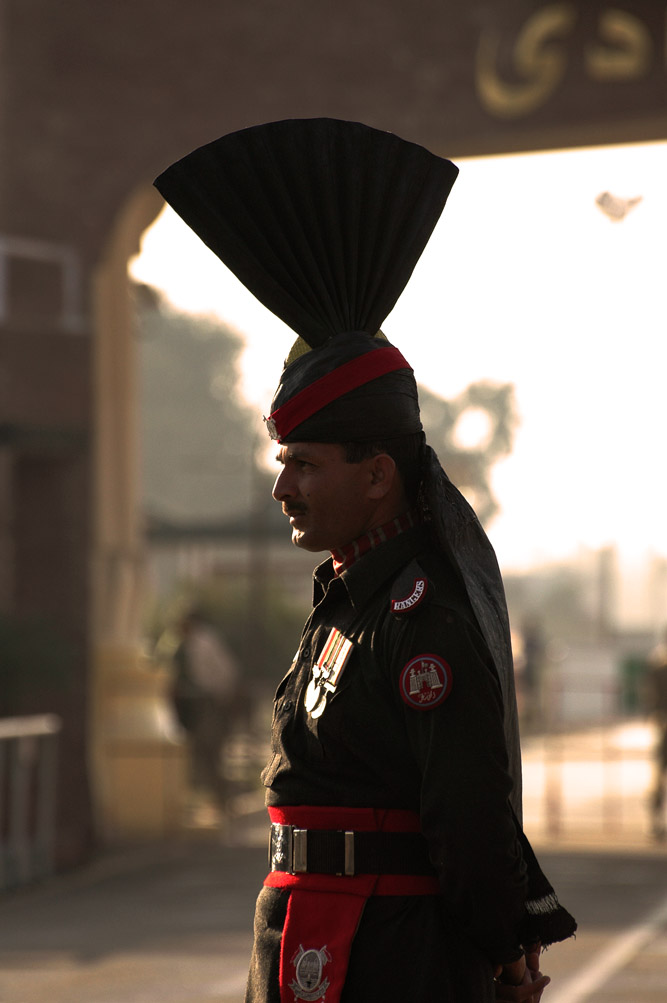
Un soldat pakistanais
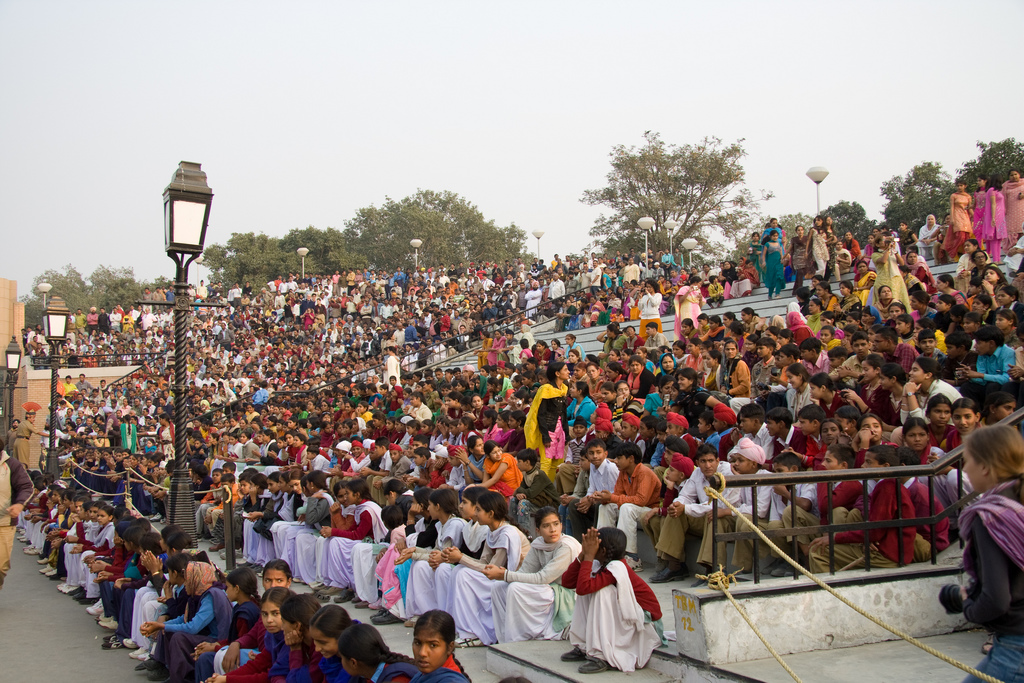
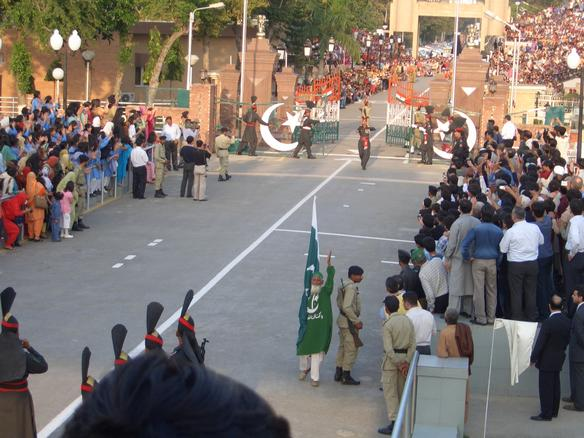
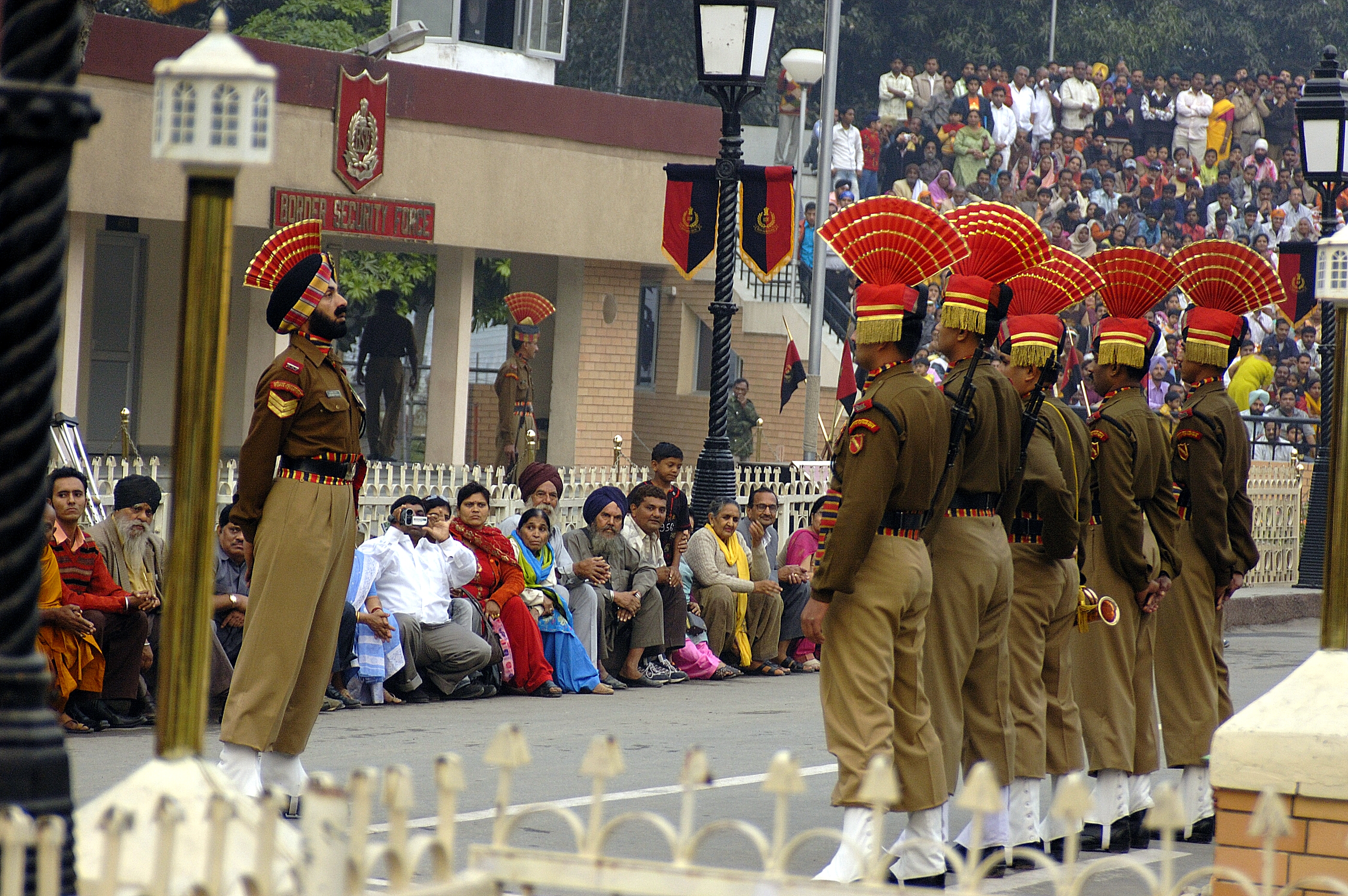
Soldats indiens
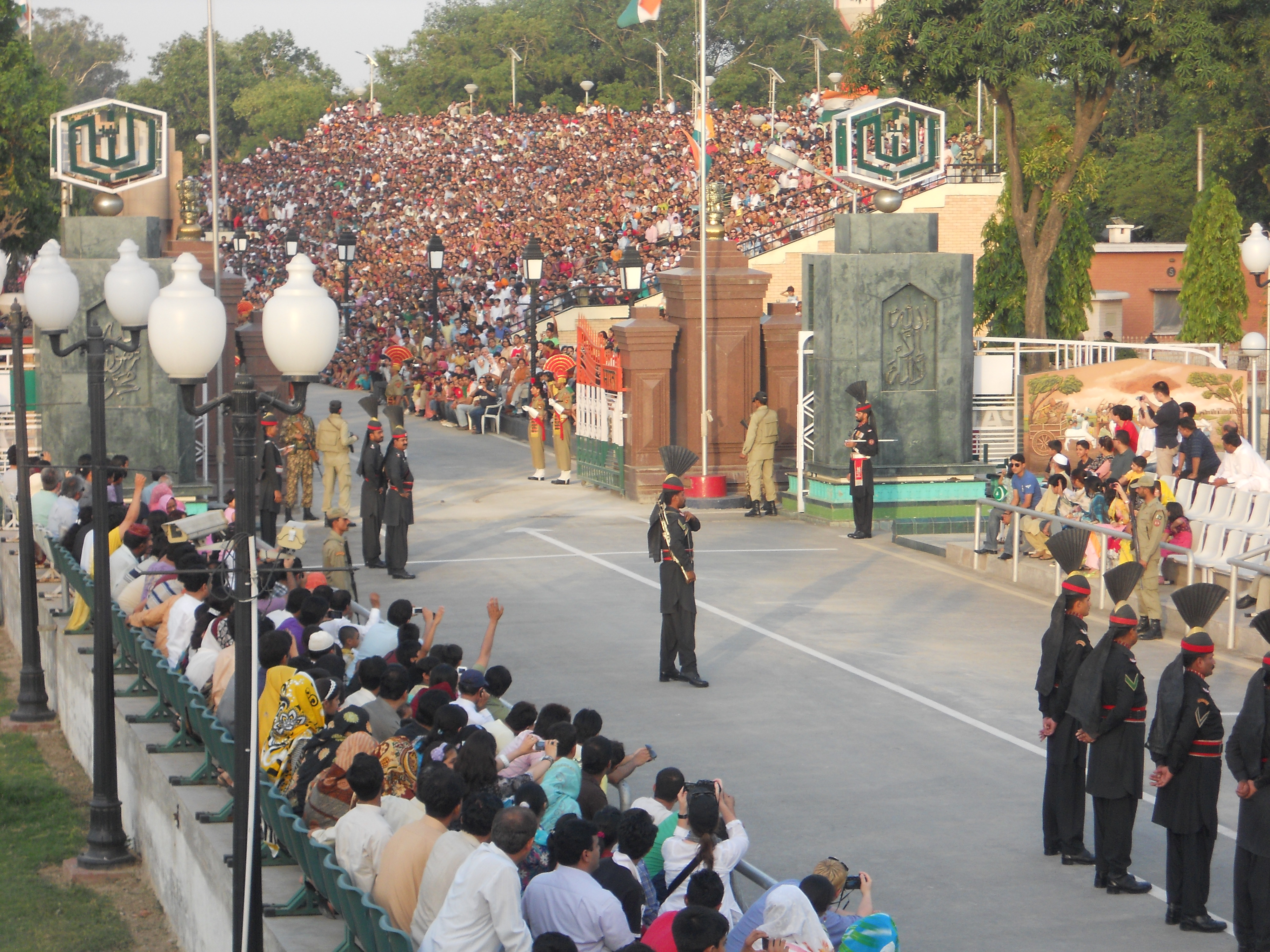